# لیبی در المپیک تابستانی ۲۰۲۴
کاروان المپیکی لیبی، یکی از کاروان‌های شرکت‌کننده در بازی‌های المپیک تابستانی ۲۰۲۴ بود. این دوره از بازی‌ها از ۲۶ ژوئیه تا ۱۱ اوت ۲۰۲۴ (۵ تا ۲۱ امرداد ۱۴۰۳ خورشیدی) به میزبانی پاریس، پایتخت فرانسه برگزار شد. این حضور، سیزدهمین حضور کاروان لیبی در المپیک پس از نخستین حضور در المپیک ۱۹۶۴ بود. این کاروان تاکنون موفق به کسب مدال نشده است.

## شرکت‌کنندگان
فهرست زیر به ورزشکاران این کاروان اشاره دارد.
| ورزش        | مردان | زنان | مجموع |
| ----------- | ----- | ---- | ----- |
| دو و میدانی | ۱     | ۰    | ۱     |
| روئینگ      | ۱     | ۰    | ۱     |
| تیراندازی   | ۱     | ۰    | ۱     |
| شنا         | ۱     | ۱    | ۲     |
| وزنه‌برداری  | ۱     | ۰    | ۱     |
| مجموع       | ۵     | ۱    | ۶     |